# Ricinocarpos psilocladus
Ricinocarpos psilocladus är en törelväxtart som först beskrevs av Johannes Müller Argoviensis, och fick sitt nu gällande namn av George Bentham. Ricinocarpos psilocladus ingår i släktet Ricinocarpos och familjen törelväxter. Inga underarter finns listade i Catalogue of Life.